# Ricardo Panay
Ricardo Panay – panamski bokser, złoty medalista Igrzysk Ameryki Środkowej i Karaibów z roku 1935. W finale Igrzysk Ameryki Środkowej i Karaibów 1935 pokonał Kubańczyka Armando Díaza.